# Maxim Grek
Maxim Grek (1470 – 21. ledna 1556, Sergijev Posad), vlastním jménm Michael Trivolis, byl řecký filolog, teolog a překladatel, který působil v Rusku. Ve východních církvích je uctíván jako světec, v roce 1988 se k nim připojila i ruská pravoslavná církev.

## Životopis
Trivolis pocházel z bohaté albánské rodiny, studoval na Korfu a kolem roku 1490 odjel do Itálie studovat klasické jazyky. Setkal se s humanisty, jako byl tiskař Aldus Manutius, Angelo Poliziano, Marsilio Ficino nebo Pico della Mirandola, a ve Florencii poslouchal kázání Savonarolova. Roku 1507 se vrátil do Řecka a vstoupil do kláštera na Hoře Athos, kde přijal jméno Maxim. Na pozvání velkoknížete Vasilije III., který sháněl filology a překladatele pro opravu slovanských bohoslužebných knih a Bible, odjel roku 1518 do Moskvy, i když církevní slovanštinu vůbec neovládal. Mimo jiné uspořádal knížecí knihovnu, věnoval se překladatelské práci a opravám chyb v bohoslužebných knihách. Souhlasil s myšlenkami Nila Sorského a přidal se k tzv. nezištníkům, kteří odmítali rozsáhlé klášterní majetky a zasahování panovníka do církve. Při své práci se však dostal do sporu s metropolitou Danielem, který ho roku 1525 nechal odsoudit jako heretika a vsadit do klášterního vězení. Protože navíc odmítal druhý sňatek velkoknížete, byl roku 1531 znovu odsouzen a zbytek života strávil jako vězeň v různých klášterech. Zemřel v roce 1556 v Sergijevské lavře.

## Dílo
Zanechal rozsáhlé teologické a polemické dílo, největší význam mají jeho překlady částí Bible, některých církevních otců a hagiografií Šimona Metafrasta. K jeho odkazu se hlásili pozdější starověrci.